# Austin Wilde
Austin Wilde (né le 11 février 1983 à Saint Louis) est un acteur pornographique américain qui apparaît dans des films et des magazines pornographiques gays.

## Biographie
Austin Wilde débute comme acteur pornographique gay dès 2008. Il rompt son contrat d’exclusivité avec Raging Stallion Studios en septembre 2010, pour montrer son désaccord avec leur laxisme concernant le barebacking, dont il refuse de faire la promotion.
Ensuite star chez Next Door Studios, il quitte cette maison de production en 2012. Il fonde son propre studio, GuysinSweatPants, qui propose des vidéos de relations anales non protégées.
Contrairement à d'autres acteurs dans le métier, il se déclare comme homosexuel. Il a déclaré en interview être en couple avec Anthony Romero, un autre acteur pornographique.

## Vidéographie sélective
- 2009 : The Visitor de Tony DiMarco (Raging Stallion Studios)
- 2009 : Wilde Nights (Next Door Studios)
- 2010 : Unloaded (Raging Stallion Studios) avec François Sagat, Rafael Alencar
- 2010 : Steamworks de Tony DiMarco et Steve Cruz (Raging Stallion Studios) avec Diesel Washington, Topher DiMaggio
- 2010 : The Wilde Bunch (Raging Stallion Studios)
- 2011 : Fuck the Pain Away (CockyBoys) avec Jesse Santana
- 2012 : Strictly Dickly (Next Door Studios) avec Anthony Romero
- 2013 : The Austin Wilde Anthology (Raging Stallion Studios)
- 2013 : Into the Wilde (Next Door Studios)
- 2013 : Wilde Side (Next Door Studios) avec Anthony Romero
- 2014 : The Woodsmen de Tony DiMarco (	Millivres Prowler Ltd.)
- 2015 : Love Always (CockyBoys)

## Récompenses et nominations
| Année | Prix                    | Catégorie                 | Résultat |
| ----- | ----------------------- | ------------------------- | -------- |
| 2010  | Grabby Awards           | Best Newcomer             | Lauréat  |
| 2010  | Raging Stallion Studios | Man of the Year           | Lauréat  |
| 2012  | Grabby Awards           | Best Solo Performance     | Lauréat  |
| 2013  | Grabby Awards           | Web Performer of the Year | Lauréat  |